# Alice Lounsberry

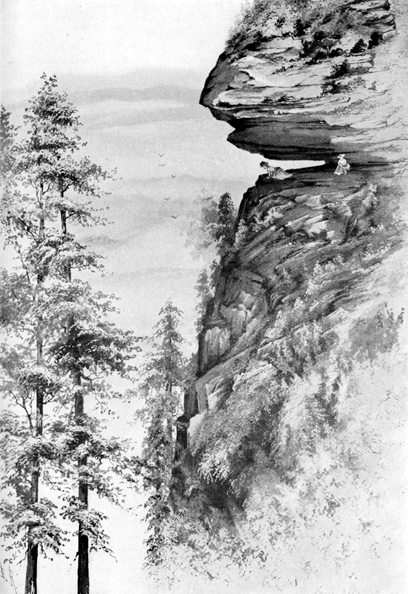
Alice Lounsberry y Ellis Rowan exploran el morro Cesar, Carolina del Sur. De Southern Wildflowers & Trees.

Alice Lounsberry ( * 1872 - 1949) fue una botánica estadounidense. Trabajó estrechamente con su colega australiana y artista Ellis Rowan, publicando tres libros con ella como ilustradora.
Lounsberry visitó a Ellis Rowan cuando estuvo hospitalizada con gripe en Washington D. C., ca. de 1896 a 1897 (Samuel 1961). Lounsberry le propuso que la artista ilustre su venidero libro de flores silvestres. Rowan aceptó, cambiando sus planes de retorno a Europa. Además, durante dos o más años, exploraron la Región Sudeste de Estados Unidos buscando flora nativa. El primer año, recorrieron Florida, explorando el río St. Johns, además de otros sitios. Luego visitarían la región de los Apalaches del sur, incluyendo la montaña Roan, Tennessee y Grandfather Mountain, Carolina del Norte. Al año siguiente retornaron a esa región, trabajando en el herbario de Biltmore Estate en Asheville, Carolina del Norte. Presumiblemente allí Lounsberry conoció a Chauncey Beadle. De acuerdo a Samuel (1961), fue en Asheville donde Rowan recibió la mala nueva de la muerte de su hijo Eric (de sobrenombre "Puck") en África. Ese suceso pudo haber ocurrido en el periodo 1899-1900, presumiblemente durante la Segunda Guerra de los Bóeres (1899-1902). 
Lounsberry y Rowan no trabajaron en otro texto después de que Southern Wildflowers & Trees fuese publicado en 1901. Rowan siguió recolectando por el Oeste de EE. UU., y retornará a Australia ca. 1904 a 1905. Lounsberry seguirá escribiendo varias obras más sobre botánica y jardinería, pero ninguno gozó de la popularidad de su texto con Rowan, aún en 2006.

## Algunas publicaciones

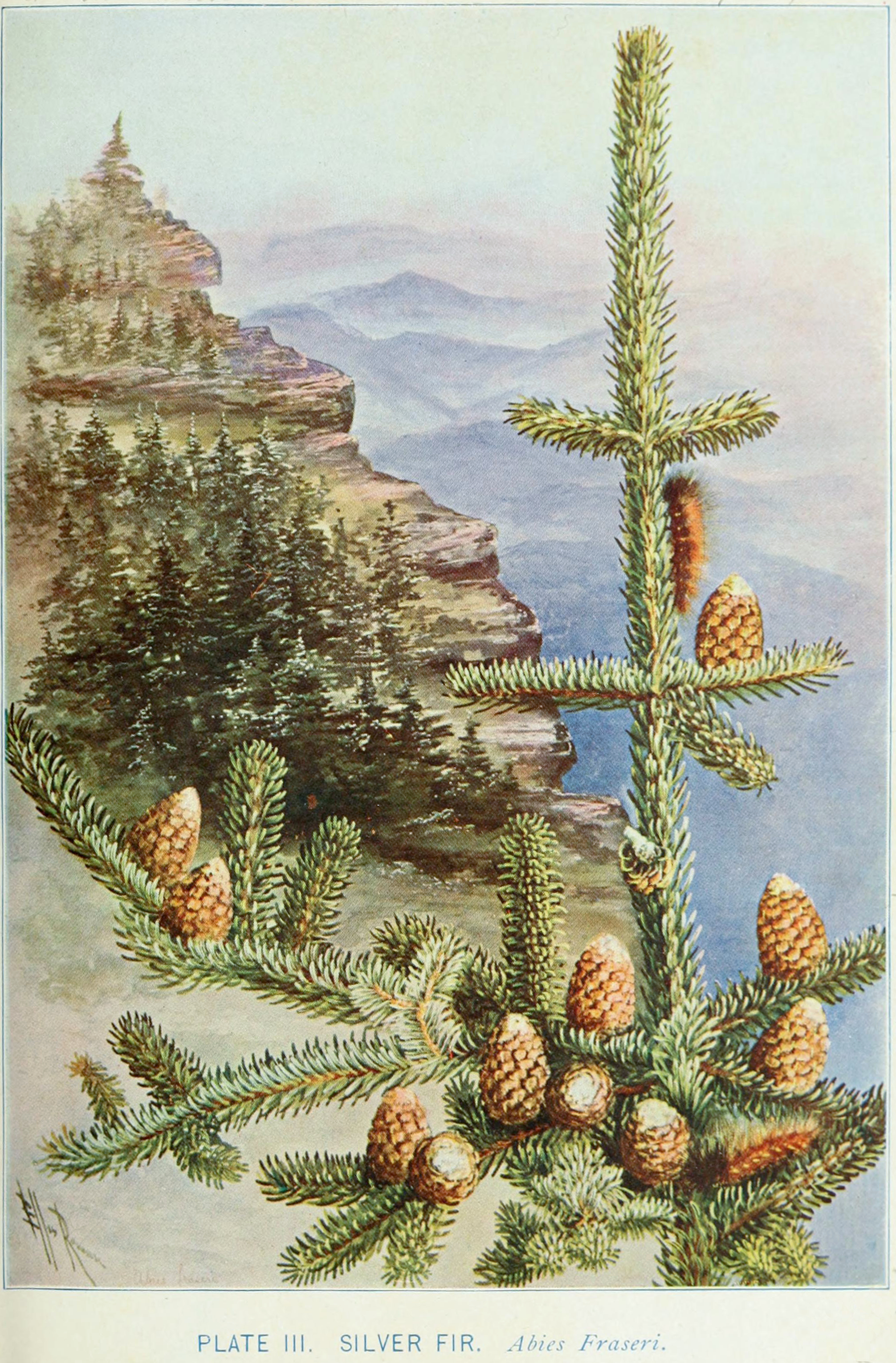
Abies frasier, de Southern Wildflowers & Trees.

- A Guide to the Wild Flowers. 1899, ilustrado por Ellis Rowan, introducción de N. Lord Britton. NY: Frederick A. Stokes Co.

- A Guide to the Trees . 1900, ilustrado por Ellis Rowan, introducción de Britton. NY: Frederick A. Stokes Co.
- Southern Wild Flowers and Trees. 1901, ilustrado por Ellis Rowan, introducción de C. Beadle. NY: Frederick A. Stokes Co. (30 de mayo de 1901, N.º de The Nation.)
- The Wildflower Book for Young People. 1906. NY: Frederick A. Stokes Co. (26 de marzo de 1908, N.º de The Nation.)
- Gardens Near the Sea. 1910. NY: Frederick A. Stokes Co. (8 de diciembre de 1910 N.º de The Nation.)
- Frank & Bessie's Forester. 1912. NY: Frederick A. Stokes Co.

Además, con Alice Lounsberry, escribió la biografía histórica de : Sir W. Phips, pescador y Gobernador de la Colonia Massachusetts de la Bahía (1941), publicada en Nueva York por C. Scribner’s e hijos. El Diccionario de Biografías de Canadienses llama a esta obra "una curiosa mezcla de estudio serio e imaginación, largamente sin crítica".